# النوارس (فلم)
النوارس فيلم مغربي من إنتاج قناة دوزيم سنة 2009 ومن إخراج طارق بن براهيم.

## بطولة
- هدى الريحاني.
- أمين الناجي.
- فاطمة وشاي.

## قصة الفيلم
فقد رشيد عمله كقائد لزورق صيد. وبالتالي أصبح الرجل عاطلا عن العمل. وهذا ليس كل شيء، حيث أن زوجته سعاد هي الأخرى صارت مهددة بفقدان عملها بأحد مصانع النسيج، بعد توالي موجات الإضراب بالمؤسسة. 
وبالتالي أصبحت المشاكل المادية تحيط بأسرة رشيد وسعاد من كل جانب. وفي أعقاب ذلك ستظهر مشاكل عائلية جديدة، ستضاف إلى المشاكل المادية. 
ورغم ذلك فإن رشيد سيتشبث بالأمل، في انتظار الفرج.